# Bjǫrn járnsíða

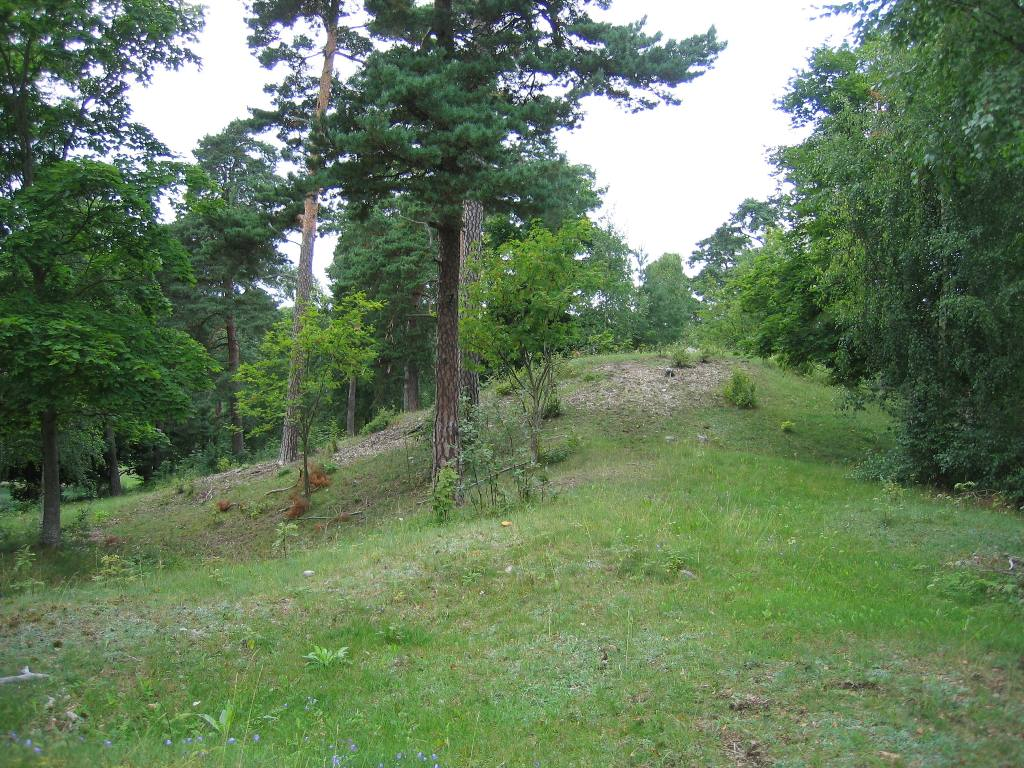
Björn Järnsidas Hügel

Bjǫrn Ragnarsson járnsíða (lateinisch Bier Costae ferreae; deutsch Björn Eisenseite) war ein vermutlich dänischer Wikingerführer. Bjǫrns Vater soll Ragnar Lodbrok gewesen sein.

## Leben
Zusammen mit seinem Bruder (oder Mentor) Hásteinn plünderte Bjǫrn in den 840er und 850er Jahren an den Küsten Westeuropas. 844 tauchten Bjǫrns Schiffe – angeblich über 100 – in Aquitanien auf. Sie folgten dem Lauf der Garonne bis Toulouse, das sie jedoch verschonten. Im gleichen Jahr erschienen sie an den Küsten Asturiens, stießen bei dem Versuch, A Coruña einzunehmen aber auf gut organisierten Widerstand. Die Wikinger fuhren daraufhin die iberische Westküste hinab. Dreizehn Tage lang plünderten sie die Gegend von Lissabon. Anschließend fuhren sie weiter südlich den Guadalquivir hinauf. Beim Angriff auf Sevilla stießen sie ebenso auf Widerstand der dort ansässigen Mauren. So mussten sie schließlich umkehren.

## Filmische Darstellung
- Vikings, irisch-kanadische Fernsehserie (2013–2020), dargestellt von Alexander Ludwig.